# Malaconotus
Malaconotus là một chi chim trong họ Malaconotidae.